# Drycothaea guadeloupensis
Drycothaea guadeloupensis es una especie de escarabajo longicornio del género Drycothaea, familia Cerambycidae. Fue descrita científicamente por Fleutiaux & Sallé en 1889.
Habita en Dominica y Guadalupe. Los machos y las hembras miden aproximadamente 7,5-10 mm.